# Laietans
Els laietans foren un poble iber que habitava la part de costa que va des de la Tordera fins al sud del riu Llobregat. La Laietània comprenia aproximadament les actuals comarques del Maresme, el Barcelonès, el Baix Llobregat, el Vallès Oriental i el Vallès Occidental, i també Blanes. Els principals poblats que s'han descobert són: Barkeno, Poblat ibèric de Burriac, Poblat ibèric de Ca n'Oliver, Poblat ibèric del Far, Poblat ibèric del Puig Castellar, Poblat ibèric de Puig del Castell, Poblat ibèric de la Torre dels Encantats, Poblat ibèric del Turó d'en Boscà, Poblat ibèric del Turó de Céllecs i Poblat ibèric del Turó de Sant Miquel.
Com altres pobles ibers feien, els laietans feien els poblats en turons i els envoltaven de muralles; les cases eren rectangulars i fetes amb pedra. Vivien de la cacera, la pesca i l'agricultura, i teixien llana i lli. La seva ceràmica era poc desenvolupada i treballaven reduïdament el bronze i el ferro. Emmagatzemaven en sitges. Els seus vins foren apreciats al seu temps. Un dels seus aliments bàsics fou un derivat lacti similar al iogurt.
Els laietans van encunyar diferents monedes pròpies. Una d'elles, datada del segle III aC, era de plata i tenia la inscripció de Barkeno, nom de la ciutat ibera situada a Montjuïc. L'altra, datada del segle II aC, era de bronze i tenia la inscripció de laiesken, que significa 'moneda dels laietans'. Això indica que els romans van fer servir una derivació del nom que usaven els locals per autodenominar-se (laies > laietans).

## Origen dels laietans
La denominació laietans apareix per primera vegada a les monedes amb llegenda laiesken, ('moneda dels laies'), del segle iii aC. Els romans van usar una derivació de laies per anomenar aquest poble: laietans. També van usar el topònim Laietània per identificar la regió on habitaven. Així, des de la segona meitat del segle xix els estudiosos han fet servir aquest topònim d'aquesta manera.
Els laietans, com el d'altres ètnies del NE peninsular, provenien molt probablement d'una barreja de les poblacions autòctones de l'Edat del Bronze amb la minoria de colons indoeuropeus dels camps d'urnes, que havia rebut les influències dels pobles de la Mediterrània oriental des del segle vi aC. Sobre aquesta població (ligur?) precisament en aquest mateix segle, com pensen Gimeno i Izquierdo, s'imposaren els grups ibèrics pròpiament dits procedents del SE peninsular o àrea nuclear ibèrica. Sigui com sigui, és al segle vi aC quan apareixen els diversos poblats concentrats en els turons del Vallès i el Maresme. Pel que fa a la identitat i el nom d'aquesta ètnia ibèrica, si ens referim a les fonts clàssiques, Hecateu de Milet anomenava misgetes els pobles situats entre el Garraf i el Llenguadoc. El cert és que una mica més tard, entre el 500 i el 425 aC la població autòctona del Vallès i de la franja costanera es va iberitzar.
A part d'una suposada invasió ibera procedent del sud de la península, Empòrion devia tenir un paper fonamental en la conformació de la cultura laietana, encara que hi ha algun autor que afirma que fou més important la influència fenícia que la grega. Però els fenicis tingueren la seva importància als segles VII i VI aC, i a partir d'aquest segle, i especialment durant el segle iii aC, va ser l'enclavament emporità el que més influí culturalment en els laietans, igual que en la resta de pobles ibers del NE hispànic.

## La seva extensió territorial

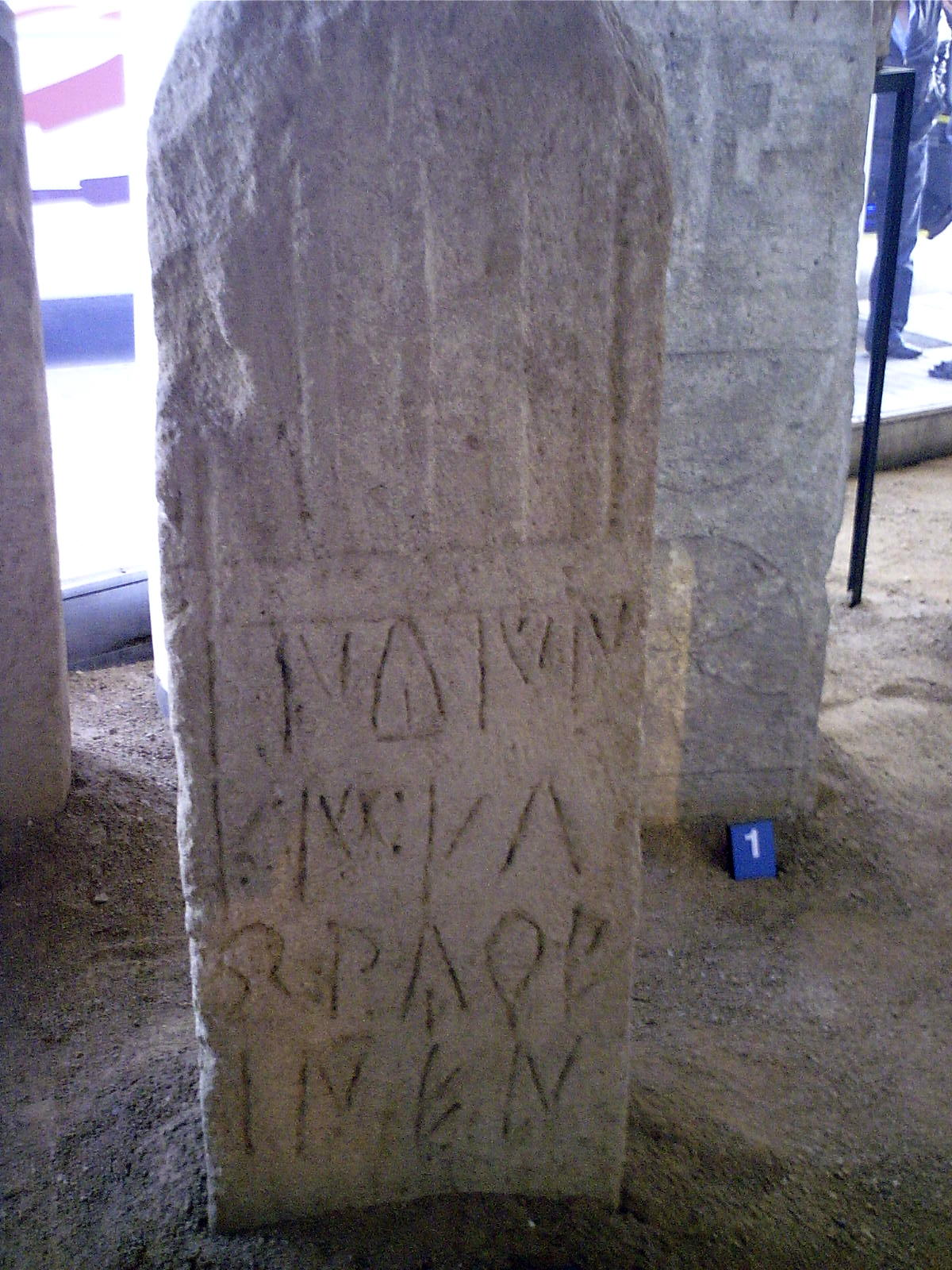
Estela de Badalona (Museu de Badalona)

Tot sembla suposar que al segle iv aC el territori dels laietans es troba ja ben conformat geogràficament. Al nord limitarien amb els indígets o indígetes; al sud amb els cessetans o cossetans, i a l'oest amb ausetans i lacetans. Per delimitar l'extensió de la Laietània, però, hem de fiar-nos de fonts escrites en una època força tardana: els segles I i II dC, en ple imperi romà. Així, alguns autors clàssics com Estrabó parlen dels indígets com el poble de la costa del nord-est de Catalunya a partir del Llobregat; en tot cas la cultura material de laietans i indígetes (establerts a l'Empordà) és molt semblant. Sembla que el Garraf delimitaria el poble laietà pel sud, i que el riu Tordera seria la seva frontera septentrional. Plini el Vell, a la seva Història Natural, situa aquesta regió entre els rius Rubricatum (Llobregat) al sud, i l'Arnum (la Tordera) al nord, i els anomena Laeetani. La mateixa extensió costanera és la que defensa Claudi Ptolemeu a la seva Geografia (II, 6, 18), on diu que els laietans s'estenen des de Barcelona a Blanes. Cap a l'interior també abraçava les comarques immediates fins al tossals propers a Montserrat, les serres de Sant Llorenç del Munt, Sant Miquel del Fai, Cingles de Bertí i massís del Montseny. Aquesta Laietània interior, amb el seu nucli a la gran fossa tectònica que comprèn la plana del Vallès, estaria controlada per petits nuclis fortificats situats al vessant interior de la serralada litoral, com Puig Castellar (Santa Coloma de Gramenet) o el Turó de les Maleses (Sant Fost de Campsentelles).
Encara que els autors que hem esmentat escriuen en època imperial romana, haurem d'extrapolar-ho a l'època preromana i podem dir que la Laietània abraçaria un territori que avui dia, grosso modo, pertany a les comarques del Baix Llobregat, el Vallès, el Barcelonès i el Maresme, encara que Tarradell només dona com a laietanes Barcelona, el Maresme i el Vallès.
L'època de màxima expansió dels jaciments laietans estaria situada entre el 300 i el 250 aC. Així, Ruiz i Sanmartí donen a la Laietània una àrea d'uns 2.000 km², amb una població de 27.000 habitants cap al segle iii aC, i, per tant, una densitat de població d'uns 13,5 habitants/km², similar a la que tenia la mateixa zona al segle xvi. Es tracta d'una superfície territorial similar a la d'altres estats arcaics o poleis de la Mediterrània.
Molts autors creuen que la capitalitat política d'aquest grup ètnic estaria situada probablement al poblat de Burriac (a prop de Mataró), mentre que el centre comercial més important era Barkeno, a Montjuïc.

## El model de poblament
L'oppidum o poblat fortificat dalt d'un turó és l'element clau dins del sistema de poblament ibèric. Però cal abandonar la idea tradicional d'una sèrie de "poblats ibèrics" iguals entre si i sense coordinació uns amb els altres, malgrat que hem de constatar que, a simple vista, la seva distribució territorial en tota l'àrea ibèrica era de forma irregular i poc ordenada. Però en realitat hi havia una estructura consolidada d'assentaments de diverses dimensions amb una relació jeràrquica entre si, com han anat demostrant autors com Joan Sanmartí i Arturo Ruiz.
Aquesta jerarquització tindria lloc a la costa laietana i, per extensió, a la de tot el NE a finals de l'ibèric antic, especialment a mitjan segle V aC. En aquest moment es produïren una sèrie de transformacions urbanístiques als assentaments de la zona de Catalunya que donaren com a resultat una concentració del poblament en oppida encastellats, sovint amb muralles defensives, enfront de l'hàbitat dispers de l'època anterior. Aquest fenomen s'insereix dins d'un model en el qual destaquem els que podríem anomenar nuclis de primer i segon ordre, i, fins i tot, de tercer ordre. Possiblement això tingui relació amb la vinguda de poblacions del Sud al segle anterior, que s'imposaren sobre el fons autòcton, de societat més "igualitària". Entre finals del s. V i els inicis del IV aC la Laietània ibèrica es troba ja plenament organitzada quant al sistema de poblament.
Els nuclis de primer ordre formarien part d'un conjunt d'oppida o poblats fortificats de manera monumental, amb una superfície situada entre 8 i 15 ha, que eren centres organitzadors d'unitats territorials econòmiques, bàsicament agràries, i, possiblement, polítiques. En aquests nuclis es concentraria la major part de la població. Els assentaments de segon ordre serien poblats més petits, d'unes 2 a 4 Ha, i, finalment, els de tercer ordre constituïren estructures més reduïdes, amb una superfície de 0,5 a 1 ha i que serien ciutadelles, explotacions agropecuàries, o fortaleses de control del territori, és a dir, centres més especialitzats situats als espais controlats pels nuclis de primer ordre abans esmentats.

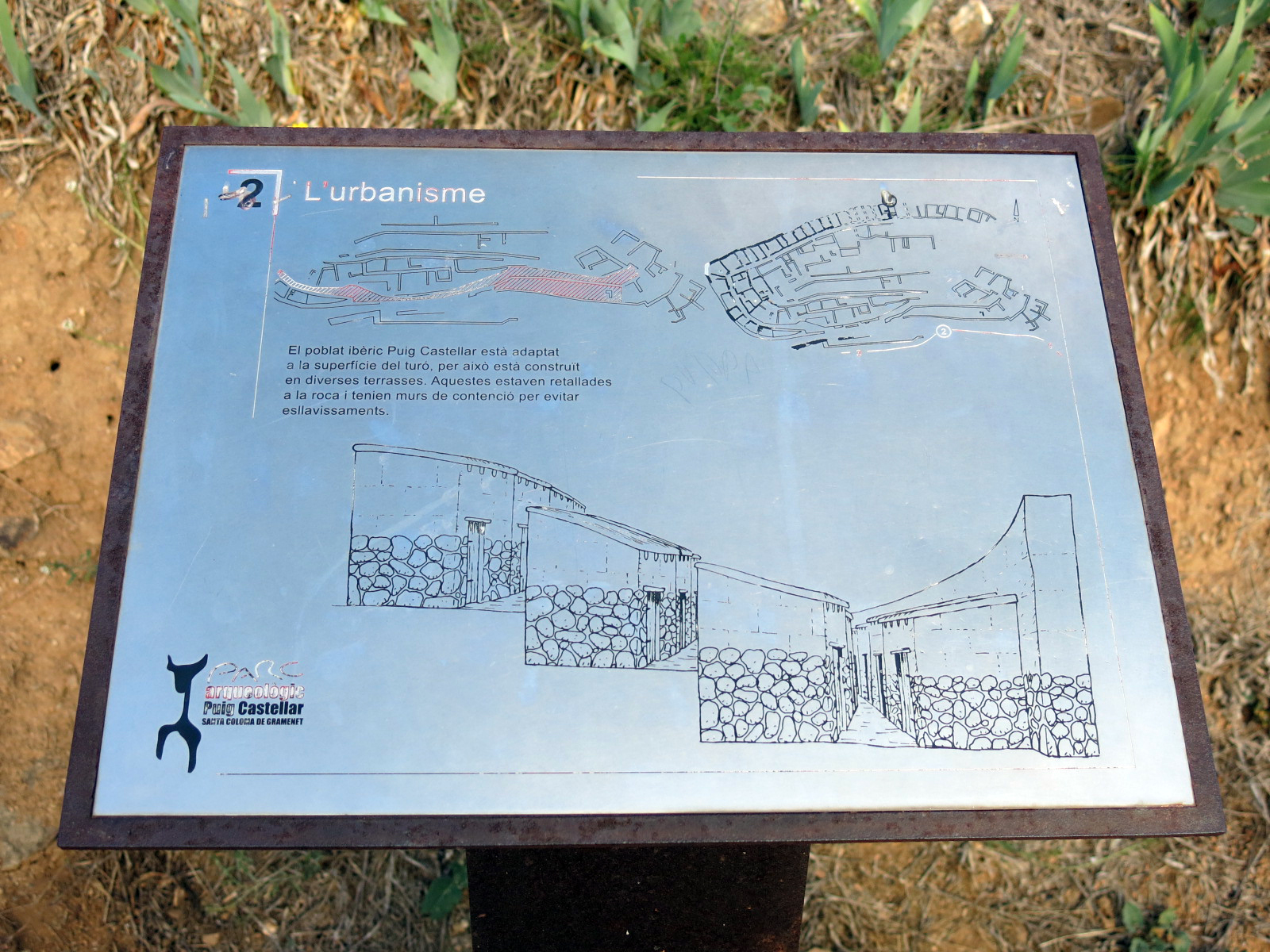
El poblat ibèric del Puig Castellar, a Santa Coloma de Gramenet

Els poblats (nuclis de primer i segon ordre) exercien un control polític sobre l'àrea de captació dels recursos agrícoles i eren també els centres redistribuïdors dels excedents que proporcionaven els assentaments rurals (nuclis de tercer ordre). En aquests oppida hi havia cases, espais per a treballs de transformació o emmagatzemament dels excedents, espais comunitaris (de reunió, per exemple) i altres dependències complementàries. Quant a la consideració d'aquests oppida i el seu territori d'influència encara no està molt clar entre els investigadors si es poden considerar com a «ciutats» (poleis) en el sentit clàssic del terme. El que sí que és cert és que a la nostra zona va ser amb la fundació de les primeres ciutats de patró romà a la zona, quan el sistema de poblament indígena basat en l'existència d'aquests nuclis de primer i segon ordre (els poblats dels turons) va arribar al seu col·lapse i va aparèixer el sistema basat en la ciuitas (ciutat amb el seu territori).
En una excavació urbana a Badalona, sota la plaça Alcalde Xifre, es va trobar un segment de camí ibèric amb senyals que hi havia hagut fites o mil·liaris i edificis modests que s'han interpretat com a punts de control del trànsit. Si aquesta interpretació fos encertada, això denotaria l'existència d'un poder polític amb la capacitat de tenir una administració i de crear i gestionar una infraestructura pública. En qualsevol cas, la mateixa existència de camins ja comporta un cert grau de gestió pública i, per tant, política.

## Una societat jerarquitzada
Si hem de fer cas als autors que propugnen una invasió ibèrica des del sud, ja hem dit que aquesta possiblement es produí al s. VI i sembla que en el nou ordre social els camperols de la plana, que lliurarien als caps de llinatge els excedents de les seves collites, serien els descendents de les poblacions autòctones. En tot cas, segons Barberà i Dupré és als segles IV i III aC quan apareixen i es consoliden definitivament les classes socials.
Sanmartí pensa que a partir del s. IV aC, la societat ibèrica de la costa tindria totes les característiques d'un estat arcaic, amb un control per part de la classe aristocràtica.
En primer lloc estarien els dirigents estatals de les principals formacions ètniques, entre elles la dels laietans, que és la que aquí ens interessa. Probablement, si acceptem la tesi de la invasió ibèrica, ells, juntament amb els caps de llinatge que en depenien, serien els descendents dels caps guerrers vinguts del sud
Per sota d'ells, els caps de llinatge es dedicarien bàsicament a l'activitat guerrera. Pel mecanisme de la deuotio els guerrers es mantenien units al seu rex o cabdill amb una mena de jurament de tipus religiós. Així, varen participar en qualitat de mercenaris en les guerres dels cartaginesos a Sicília, al s. V, i a la Guerra del Peloponès també a la mateixa illa. No obstant això, no tenim moltes proves pel que fa a la Laietània d'una ideologia de caràcter guerrer per part de l'aristocràcia dominant, com sí que es veu en altres àrees del món ibèric.
Respecte a aquesta "classe social mitja-alta", hem de dir que molts autors defensen per a la costa del NE peninsular un model social de comunitats regides per assemblees, senats i magistrats, controlats per la classe aristocràtica. Aquesta estructura seria la que predominaria en els nuclis de primer ordre, és a dir, en el nostre cas, Burriac. Dins del model que proposem i que es basa en gran manera en el que van exposar Gimeno i Izquierdo, possiblement era una reunió de caps de llinatge o de clan (com un petit senat romà) la que regia els destins de les comunitats de primer ordre de la Laietània ibèrica. Pel que fa als nuclis de segon ordre (poblats més petits), Martínez creu que sembla molt probable que fos una assemblea de caps de família (una mena de consell d'ancians) la que resolia els problemes dels habitants.
Per sota dels caps de llinatge estaria una classe de guerrers al servei d'aquests i uns artesans que residien als poblats. Aquests formaven una classe mitjana dependent dels caps de llinatge, als quals estarien probablement vinculats mitjançant relacions clientelars.
Els productors agrícoles eren la capa més baixa i possiblement descendents de les poblacions autòctones preibèriques. Residien als petits assentaments rurals o en les cases més modestes dels poblats des dels quals cada dia baixaven a cultivar el tros de terra.

## Aspectes econòmics: agricultura, ramaderia i comerç

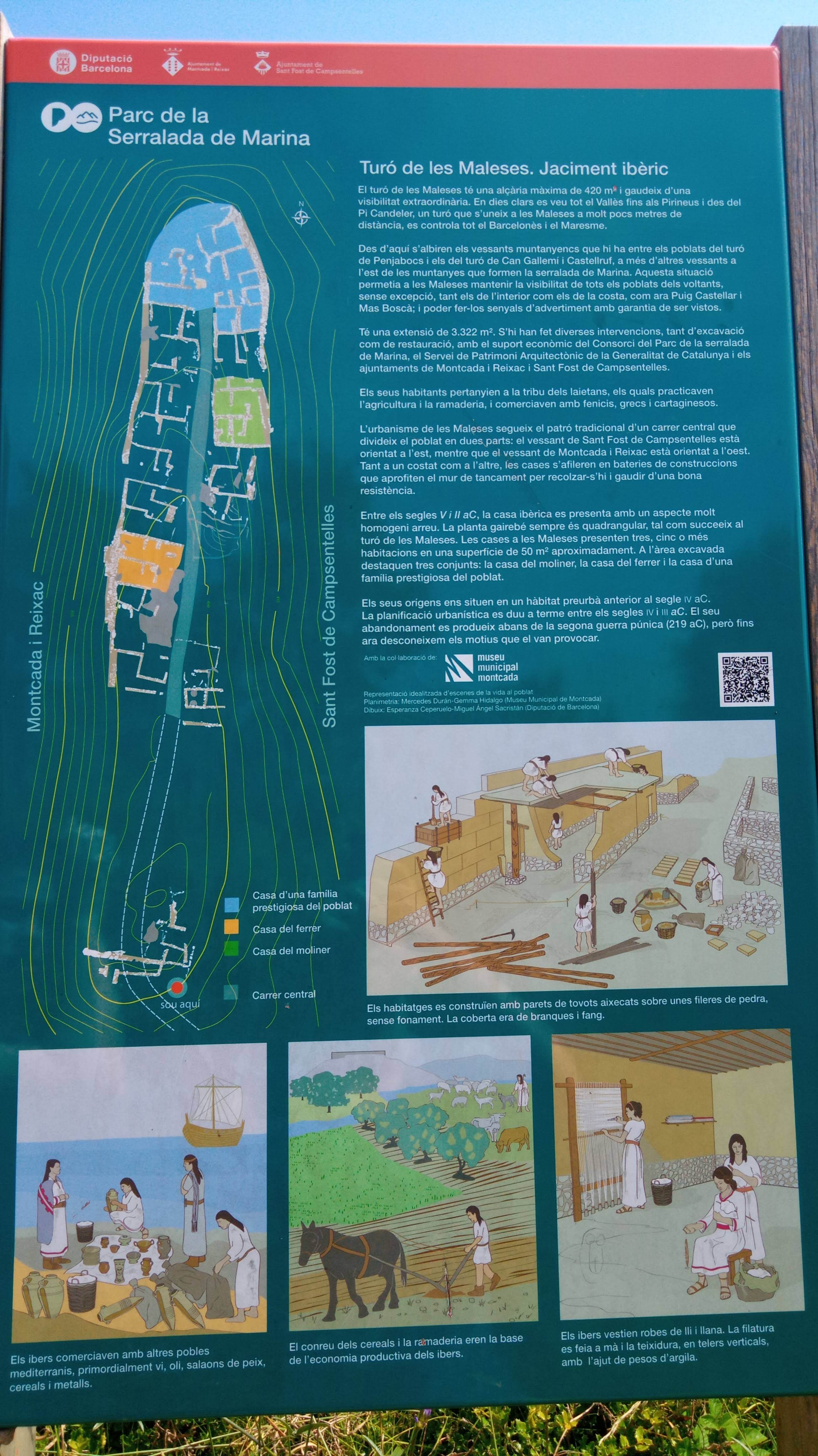
Plafons explicatius al jaciment del Turó de les Maleses, a Sant Fost de Campsentelles

### Un sistema basat en l'explotació cerealista
L'economia ibèrica, en trets generals, presenta un marcat caire agrícola i és sobre aquesta base que es desenvolupà tot el seu entramat social. A l'ibèric ple (segles IV i III aC) la Laietània assolí la seva màxima activitat econòmica i van tenir el seu màxim apogeu els camps de sitges, que no es poden interpretar només com a reserves alimentàries dels habitants d'un poblat, sinó com una acumulació d'excedents cerealístics (bàsicament parlem de blat, ordi, civada i mill) que l'aristocràcia local controlava i gestionava. El sistema de la redistribució d'aquests excedents era el que regulava l'activitat econòmica entre els poblats grans i els assentaments de tercer ordre. Aquests lliuraven part de les seves collites als nuclis de segon ordre, que la destinaven tant a mantenir els artesans i els dirigents com a la seva comercialització exterior a canvi dels materials d'importació. El lliurament dins de l'entramat dels poblats es feia a manera de tributació dels caps de llinatge envers el cap o caps de la formació laietana, és a dir, a fi de satisfer una dependència política dels poblats de segon ordre envers els nuclis més importants situats a la costa (els de primer ordre). Eren aquests els que controlaven la sortida marítima d'aquests excedents que es canviarien pels productes d'importació, objectes de prestigi com la ceràmica grega, i que els caps nobiliaris distribuïen entre una poderosa classe mitjana que formaria la seva clientela, situada en els diversos poblats de l'àrea laietana.
Després de la conquesta romana, se substituí la dependència econòmica cap al centres de primer grau pels recaptadors llatins.
L'escriptura ibèrica possiblement va néixer per a facilitar el control econòmic de les transaccions dels cereals entre aquests centres agrícoles de la plana, els poblats on residien els caps redistribuïdors i els de la costa que els comercialitzaven a l'exterior.
Tot i així, com és obvi, una part de la producció cerealista era pel consum dels propis habitants dels poblats. Això està també lligat a l'aparició d'innovacions tècniques com el molí giratori, introduït entre finals del s. V i principis del IV.

### Altres cultius
Aquesta economia de tipus bàsicament cerealista que fonamentava el comerç amb l'exterior, es veia complementada amb altres cultius com la vinya, l'olivera, l'espart, els naps i el lli (si fem cas de les fonts antigues i les restes trobades en alguns jaciments). Arqueològicament parlant, hi ha constància de l'existència d'estris com la rella d'arada i d'altres eines agrícoles en el món ibèric ja des del segle iv aC. Així, l'activitat rural es repartia entre el bosc, l'horta i el secà, com es feia a les nostres masies fins fa poc.
Quant al conreu de la vinya, sembla que, segons les últimes indagacions, foren els fenicis, als voltants del 600 aC, qui la introduïren assessoraren les elits indígenes en el seu cultiu. Això pel que fa a l'àrea ibèrica al sud del Llobregat, ja que sembla que al NE de Catalunya foren els grecs foceus els artífexs de la introducció de la viticultura, i en aquesta àrea, com ja s'ha dit, predominava el cultiu dels cereals. El consum vinícola era minoritari i reservat a la classe dominant: el cultiu de la vinya i la fermentació del vi possiblement estava associat en els seus inicis a la religió. Mitjançant el consum d'aquest embriagador producte, les elits religioses o polítiques pretenien assolir estats alterats de consciència (com feien alguns fongs o herbes al·lucinògenes en les cultures indígenes precolombines) i unir-se a la divinitat o divinitats.

### Ramaderia i consum de carn
També hem de dir que els ibers laietans combinaven la cacera i la recol·lecció, que seguien sent practicades, amb aquestes activitats agrícoles. També cal ressenyar que la ramaderia es practicava especialment en àrees muntanyenques o allunyades de la costa. En una data tan reculada com la primera meitat del s. VI aC, època de la iberització de les poblacions de la costa central catalana, el 90% dels ossos d'animals trobats al poblat de la Penya del Moro pertanyen a espècies domesticades, per la qual cosa des d'antic podem dir que la ramaderia era molt més important que la cacera quant al subministrament carni. A l'ibèric ple va créixer molt el consum alimentari del porc, seguit del bou i altres espècies no domèstiques.

### Manufactures de producció indígena
A la part costanera central de Catalunya, no només eren els cereals els protagonistes dels intercanvis sinó que també tenien un important pes les manufactures tèxtils, que també es troben documentades a les fonts clàssiques sobre els pobles ibers, així com la producció ceràmica, que en alguns casos també era exportada a l'exterior. A aquest respecte hem de destacar que la terrissa laietana era de gran qualitat i de parets primes, però dures. A partir del s. III aC, es va fer servir la tècnica d'insuflar alternativament foc oxigenat (aire lliure) i reductor (forn tancat), cosa que produïa la característica pasta estil "sandwich", que presenta un nucli negre rodejat de dues bandes de color argila. Els centres terrissers laietans estaven situats prop dels cursos d'aigua i al costat de jaciments de fang importants.
L'activitat metal·lúrgica es limitaria a confeccionar eines i armes per als habitants dels poblats, a causa de la pobresa mineral en metalls de l'àrea.
Per una altra banda, els ibers laietans no només comerciaven amb cartaginesos, grecs, fenicis i romans, sinó que amb els altres pobles de l'àrea ibèrica i els celtes del sud de França també intercanviaven manufactures i altres productes (com les espases tipus La Tène, de tradició cèltica, trobades a Catalunya). No obstant això, sobre aquest punt ja hem dit abans que alguns autors, com García Alonso, defensen una penetració de grups de procedència gàl·lica sobre la meitat nord de Catalunya.

## La conquesta romana
Després de l'arribada de les tropes romanes a partir del 218 aC, a fi de tallar els subministraments del cabdill cartaginès Hanníbal, la zona, tradicionalment aliada dels romans, fou ràpidament sotmesa a control militar.
Encara que no es constata l'existència d'episodis violents després d'aquesta invasió, hem d'assenyalar que, això no obstant, s'establiren almenys quatre llocs de vigilància o castella: Penjabocs (prop d'on després es fundarà Baetulo), el turó de can Tacó (entre els rius Congost i Mogent, al Vallès Oriental), la fortificació de Sant Pol (al litoral) i la Torrassa del Moro, a Llinars (aquesta construïda, sembla ser, a la segona meitat del s. II aC). La mansio (lloc de parada a les vies romanes semblant a les actuals estacions de servei) de Praetorium, parada esmentada als vasos Apol·linars i a altres itineraris de vies romanes, i que tradicionalment s'ubica a Llinars o a La Roca del Vallès, podria ser una fortificació militar per controlar la Laietània interior. No sabem si la podem identificar amb l'esmentada Torrassa del Moro, ja que aquesta és només una torre circular i no té les característiques d'una mansio. És possible que la posterior parada de la via Heraclea s'inspirés en el topònim que identificava el presidi.
Aquests fortins, més que la població indígena, controlaven les principals vies d'accés a la depressió prelitoral. Sembla que se situaven al costat de l'antiga via Heraclea (ho veiem clarament en el cas de Praetorium) utilitzada com a ruta de penetració militar, i, pel que fa a la de Sant Pol, al llarg d'un antic camí que vorejaria la costa i que seria el precedent de la via Augusta litoral. Ja en època ibèrica existia una línia de poblats fortificats a la mateixa zona que vigilaven la depressió prelitoral. Només que ara és la República Romana qui pren les decisions.